# 信用供与
信用供与（しんようきょうよ）とは経済学用語の一つ。金融機関などが顧客などを信用することで、自社の保有している資金や商品などを投資目的として貸与して利用できるようにするということ。証券会社においては顧客を信用した上で、売買目的に使用する証券や、証券の購入に使用する費用を貸与するという意味で使われている。